# Lokot'
Lokot' è una cittadina della Russia europea occidentale, situata nella oblast' di Brjansk. È dipendente amministrativamente dal rajon Brasovskij, del quale è capoluogo amministrativo.
Sorge nella parte sudorientale della oblast', a breve distanza dal corso del fiume Nerussa, lungo la linea ferroviaria che collega Brjansk e L'gov.

## Storia

### Seconda Guerra Mondiale
La città durante la seconda guerra mondiale fu capoluogo dell'Autonomia di Lokot, una sorta di stato fantoccio degli invasori tedeschi. La Repubblica sopravvisse sotto la protezione nazista dal 1941 al 1943, quando l'avanzata dell'Armata Rossa causò il ritiro delle forze armate tedesche e del Russkaja Osvoboditel'naja Armija, l'esercito dei collaborazionisti russi.

Vessillo utilizzato dall'Armata Russa di Liberazione, utilizzata anche dalla Repubblica di Lokot.